# إيفان شابونييتش
إيفان شابونييتش (بالصربية: Иван Шапоњић)‏ (مواليد 2 أغسطس 1997) هو لاعب كرة قدم صربي يجيد اللعب كمهاجم مع نادي بنفيكا ب في البرتغال.

## الإنجازات

### ناديه
بارتيزان
- دوري السوبر الصربي: 2014–15
- كأس صربيا: 2015–16

### بلاده
صربيا
- كأس العالم تحت 20 سنة لكرة القدم: 2015

## وصلات خارجية
- Benfica official profile (بالبرتغالية)
- Stats and profile at LPFP
- إيفان شابونييتش على موقع الاتحاد الدولي (مؤرشف)  (الإنجليزية)
- إيفان شابونييتش على موقع الاتحاد الأوربي (الإنجليزية)
- إيفان شابونييتش على موقع اتحاد تركيا (لاعب) (الإنجليزية)
- إيفان شابونييتش على موقع قاعدة بيانات كرة القدم.إي يو (الإنجليزية)
- إيفان شابونييتش على موقع Soccerway.com (الإنجليزية)
- إيفان شابونييتش على موقع عالم كرة القدم.نت (الإنجليزية)
- إيفان شابونييتش على موقع AS.com (الإسبانية)
- إيفان شابونييتش – سجل منافسات اليويفا